# نجم بيت لحم

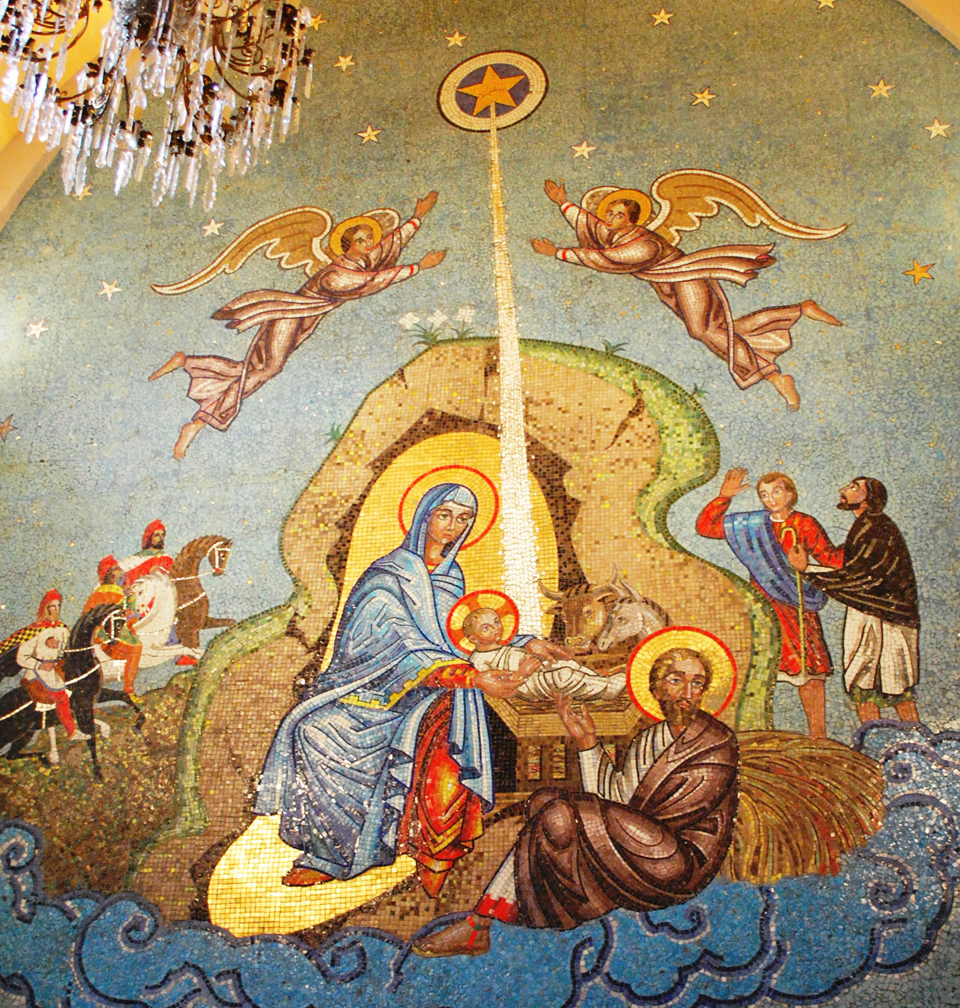
أيقونة ميلاد يسوع

نجم بيت لحم أو نجم الميلاد(1) هو نجم ذُكرَ في قصة ولادة يسوع في إنجيل متى، حيثُ يروي الإنجيل أنه كشف مكان ولادة المسيح للمجوس الثلاثة وقادهم لاحقا إلى بيت لحم. كان المجوس الثلاثة من المشرق وبسبب ظهور النجم سافروا إلى القدس وهناك قابلوا الملك هيرودس الأول وسألوه: «أَيْنَ هُوَ الْمَوْلُودُ مَلِكُ الْيَهُودِ؟ فَإِنَّنَا رَأَيْنَا نَجْمَهُ فِي الْمَشْرِقِ وَأَتَيْنَا لِنَسْجُدَ لَهُ».
استدعى هيرودس مستشاريه الذين قالوا أن ملك اليهود سيولد في قرية مجاورة هي بيت لحم. وفي الطريق إلى بيت لحم ظهر النجم مرة أخرى للمجوس الذين اتبعوه حتى توقف فوق مكان ولادة الطفل يسوع، وهناك وجدوه مع أمه فسجدوا له وأعطوا هدايا من الذهب واللبان والمر. أُوحيَ للمجوس ألا يعودوا إلى هيرودس فانصرفوا إلى بلادهم. وحسب رواية متى، أراد هيرودس قتل يسوع لذا ظهرَ ملاكٌ ليوسف النجار وطلبَ منهُ الهرب مع عائلته إلى مصر. وبعدما اكتشف هيرودس أن المجوس سخروا به «أَرْسَلَ وَقَتَلَ جَمِيعَ الصِّبْيَانِ الَّذِينَ فِي بَيْتِ لَحْمٍ وَفِي كُلِّ تُخُومِهَا، مِنِ ابْنِ سَنَتَيْنِ فَمَا دُونُ» فيما عُرفَ بمذبحة الأبرياء.
يعتبر المسيحيون النجم معجزةً من الله كعلامة على ولادة المسيح. يفسّر بعض اللاهوتيين نجم بيت لحم كعلامة على تحقيق «نبوءة النجم» الموجودة في العهد القديم. بذل علماء الفلك محاولات عديدة لربط نجم بيت لحم بأحداث فلكية غير عاديّة، مثل اقتران كوكب المشتري وزحل، أو أن النجم مذنب أو مستعر أعظم. في المقابل يشكك بعض الباحثين بتاريخية القصة ويعتبرونها غير واقعية ومن تأليف كاتب إنجيل متى.

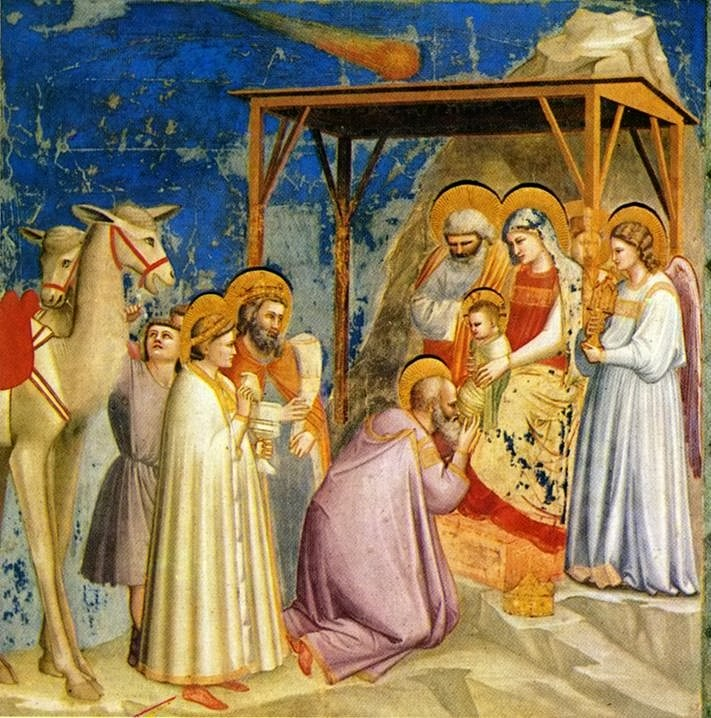
سجود المجوس بريشة جوتو دي بوندوني (1267–1337). يظهر النجم على شكل مذنب فوق الطفل يسوع.

موضوع نجم بيت لحم هو من المواضيع المفضلّة في المعارض خلال موسم عيد الميلاد، يُحتفل تقليديًا في المسيحية الغربية بذكرى زيارة المجوس خلال عيد الغطاس في 6 يناير، على الرغم من أن رواية الكتاب المقدس تشير إلى أن زيارة المجوس الثلاثة وقعت بعد عدة أشهر على الأقل من ولادة يسوع.

## رواية متى
وفقًا لإنجيل متى، وصلَ المجوس الثلاثة (أو الملوك المجوس أو الحكماء القادمون من الشرق أو المنجّمون) إلى بلاط الملك هيرودس الأول وأخبروه أن نجمًا في السماء أشارَ إلى ولادة ملك اليهود:
بعد ذلك اضطربَ هيرودس، ليس بسبب ظهور النجم وإنما بسبب قول المجوس أن ملك اليهود قد وُلدَ، وقد أدركَ أنهم يقصدون المسيح، ملك اليهود المخلص الذي ذُكرت قصة مجيئه في الكتاب المقدس، ولذلك سألَ رؤساء الكهنة وكتبة الشعب (وهُم علماء دين خُبراء في ناموس العهد القديم) «أين سيولد المسيح». فأجابوا «في بيت لحم»، مسقط رأس الملك داود، واقتبسوا من سفر ميخا.(2) ويتحدث إنجيل متى عن طلب أعطاه الملك هيرودس للمجوس وعن قدومهم بعد ذلك إلى يسوع:

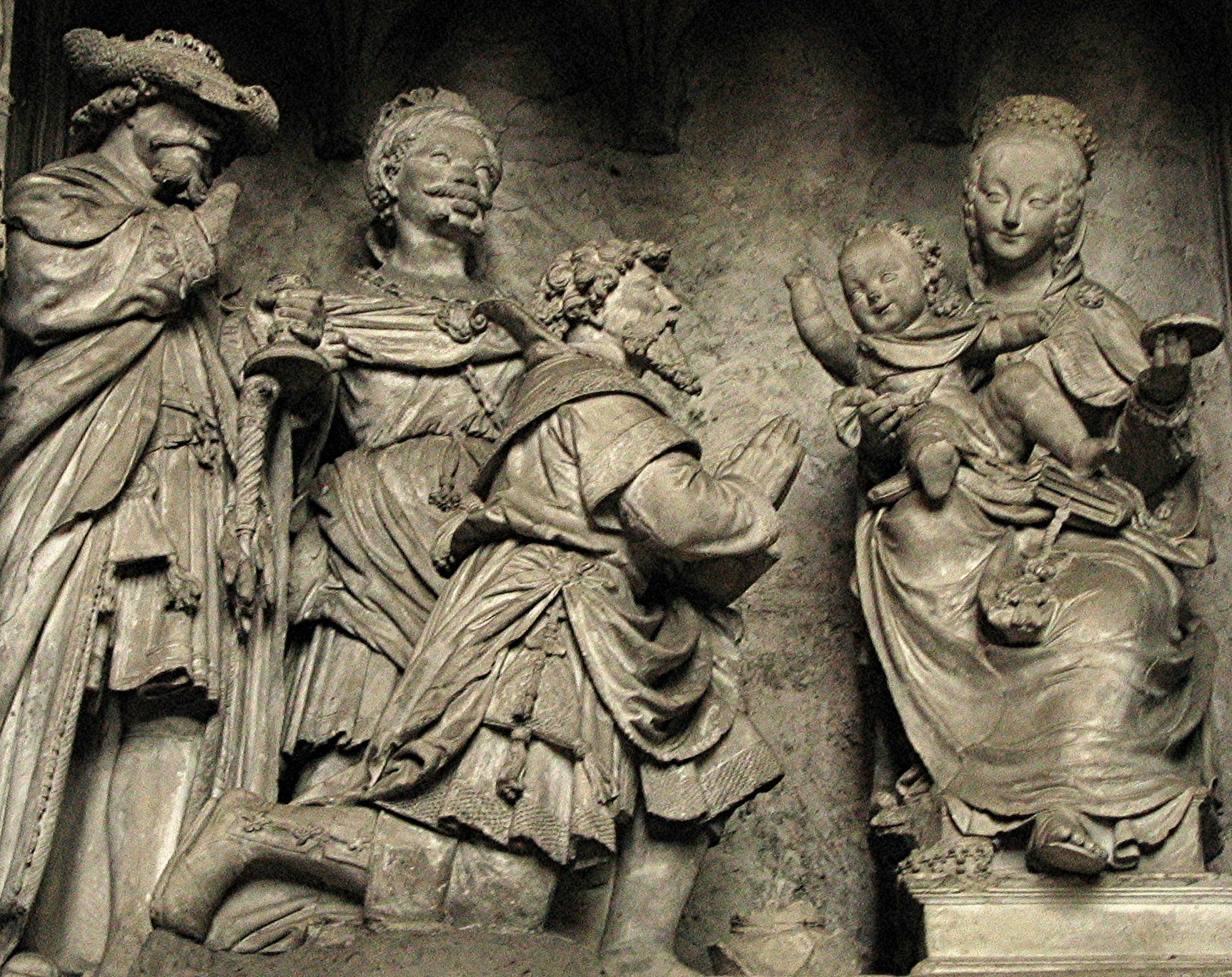
سجود المجوس، كاتدرائية شارتر، فرنسا، القرن السادس عشر.

يروي متى أن المجوس عرفوا من النجم أن ملك اليهود قد ولد قبل وصولهم إلى أورشليم، وبعد ذلك جاؤوا إلى يسوع وقدّموا له ذهبًا ولبانًا ومُرًّا، وكما تصف الآية 11 «فَوَجَدُوا الصَّبِيَّ مَعَ أُمِّهِ مَرْيَمَ. فَجَثَوْا وَسَجَدُوا لَهُ». أُوحيَ في حُلم إلى المجوس ألا يعودوا إلى هيرودس في أورشليم، فانصرفوا إلى بلادهم من طريقٍ أخرى. بحسب العالم المسيحي أوريجانوس، ترمز هدية الذهب إلى الملك، واللبان إلى الله، والمرّ إلى الموت.
عندما أدرك هيرودس أنه المجوس خدعوه، أمر بإعدام جميع الأطفال الذكور في بيت لحم من عمر سنتين وأصغر، استنادًا إلى المعلومات التي حصل عليها سابقًا من المجوس بخصوص زمن ظهور النجم.(3) وقد وقعَ هذا الحادث على غرار ضربة الأبكار التي قام بها فرعون ضد اليهود كما ذُكرَ في سفر الخروج، وأشار متى أنّهُ تحقيق لنبوءة النبي إرميا: «عِنْدَئِذٍ تَمَّ مَا قِيلَ بِلِسَانِ النَّبِيِّ إِرْمِيَا الْقَائِلِ: صُرَاخٌ سُمِعَ مِنَ الرَّامَةِ: بُكَاءٌ وَنَحِيبٌ شَدِيدٌ! رَاحِيلُ تَبْكِي عَلَى أَوْلادِهَا، وَلَا تُرِيدُ أَنْ تَتَعَزَّى، لأَنَّهُمْ قَدْ رَحَلُوا!»
وفقًا للإنجيل، حذّر الله يوسف النجار في المنام أن هيرودس يلاحق يسوع وقال له أن يأخذ عائلته إلى مصر من أجل حمايتهم. يربط الإنجيل هذا الحدث بما نقله النبي هوشع عن لسان الرّب «من مصر دعوت ابني». وكانت تلك إشارةً إلى رحيل العبرانيين من مصر تحت حكم موسى، لذا فإن الاقتباس يشير إلى أن متى رأى حياة يسوع على أنها تلخيص لقصة الشعب اليهودي، حيثُ مثّلت يهودا مصر ومثّل هيرودس فرعون.
بعد وفاة هيرودس، عاد يوسف وعائلته من مصر واستقروا في الناصرة في منطقة الجليل.
 حيث يروي الإنجيل «فَوَصَلَ بَلْدَةً تُسَمَّى «النَّاصِرَةَ» وَسَكَنَ فِيهَا، لِيَتِمَّ مَا قِيلَ بِلِسانِ الأَنْبِيَاءِ إِنَّهُ سَيُدْعَى نَاصِرِيًّا». وقد واجهَ هذا النص صعوبة في التفسير لدى الباحثين لأنه لم يذكر في أي من كُتب العهد القديم. ويقول بعض العلماء أنه يُنسب إلى سفر القضاة 13:5 المتعلق بولادة شمشون و«نذير الله». بينما يرجّح آخرون أنه يعود لسفر إشعياء 11:1 «وَيُفْرِخُ بُرْعُمٌ مِنْ جِذْعِ يَسَّى، وَيَنْبُتُ غُصْنٌ مِنْ جُذُورِهِ» ويقولون أن أصل كلمة «الناصرة» هي كلمة "netzer" (ناصر) التي تعني «غصن» أو «برعم».(4)

## التفسيرات العلمية

### الخيال الديني
يعتبر العديد من العلماء الذين يرون قصص الميلاد في الإنجيل، أن حادثة النجم هي رواية تبريرية لاحقة أُنشئت لإثبات مكانة يسوع المسيحانية، ويعتبرون نجم بيت لحم بأنه «خيال ديني». أثار جانب من رواية متى تساؤلًا عن تاريخية الحدث، حيث أن إنجيل متى هو الوحيد من بين الأناجيل الأربعة الذي يذكر نجم بيت لحم والمجوس. يقترح العلماء أن المسيح ولد في الناصرة وأن روايات ميلاده في بيت لحم تعكس إرادة مؤلف إنجيل متّى في تقديم ولادته على أنها تحقيق للنبوءة.
تتعارض رواية إنجيل متى مع ما ورد في إنجيل لوقا، حيث تعيش عائلة يسوع بالفعل في الناصرة، تسافر إلى بيت لحم لإجراء الإحصاء، وتعود إلى موطنها على الفور تقريبًا.

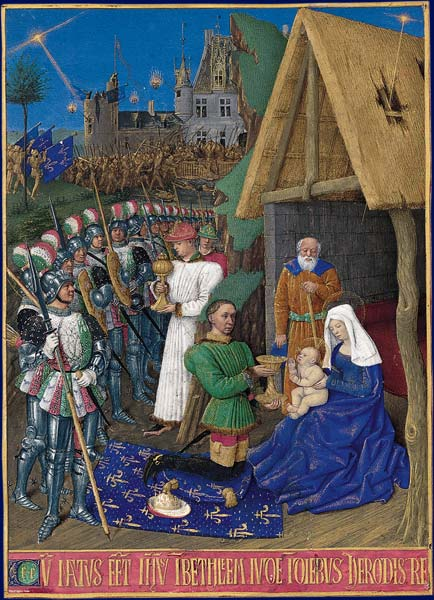
سجود المجوس، بريشة جان فوكيه (القرن 15). يظهر نجم بيت لحم في أعلى اليمين. يمثّل الجنود والقلعة معركة كاستليون بين إنجلترا وفرنسا.

يمكن مقارنة وصف متى للمعجزات والعلامات التي حدثت مع ولادة المسيح، بالقصص المتعلقة بميلاد الإمبراطور أغسطس في 63 قبل الميلاد.(5) كان ربط الولادة بالظهور الأول لنجمٍ ما متسقًا مع الاعتقاد السائد بأن حياة كل شخص مرتبطة بنجمة معينة. في عام 66م، ارتبطت الأحداث الفلكية في ذهن العامة بزيارة وفد من المجوس إلى روما عندما ظهر مذنب هالي، في نفس الوقت تقريبًا الذي اكتمل فيه جمع إنجيل متى. كان ذلك الوفد بقيادة ملك أرمينيا تيريدات، الذي جاء لطلب تأكيد منصبه من الإمبراطور نيرون. كتب المؤرخ القديم ديو كاسيوس أن «الملك لم يعد بالطريق الذي سلكه عند مجيئه»، وتشبه هذه الجملة سطرًا من إنجيل متى، لكن المؤرخ كتب ذلك بعد مرور بعض الوقت على اكتمال إنجيل متى.

### تحقيق النبوءة
اعتقد القدماء أن الظواهر الفلكية ترتبط بالأحداث الأرضية - «كما في الأعلى كذلك في الأسفل». ارتبطت المعجزات بشكل روتيني مع ولادة أحد الأشخاص المهمين، مثل البطاركة العبريين والأبطال اليونانيين والرومان.
يرتبط نجم بيت لحم تقليديًا بنوءة ذُكرت في سفر العدد بالكتاب المقدس:
يُنظر على نطاق واسع إلى تلك الآية على أنها إشارة إلى مجيء المسيح، على الرغم من أنه ربما كان المقصود الإشارة إلى وقت مضى منذ زمن بعيد، حيث أن مملكة موآب لم تعد موجودة موجودة في الوقت الذي كُتبت فيه الأناجيل. وقد استشهد بها، على سبيل المثال، يوسيفوس فلافيوس، الذي اعتقد أنها تشير إلى الإمبراطور فيسباسيان. ربط أوريجانوس، أحد أكثر علماء اللاهوت المسيحيين تأثيرًا، هذه النبوءة بنجمة بيت لحم قائلًا:
قال أوريجانوس أن المجوس ربما قرروا السفر إلى القدس عندما «خمّنوا أن الرجل الذي تُنُبِّئَ بظهوره مع ظهور النجم، قد جاء بالفعل إلى العالم».
دُعيَ المجوس أحيانًا بـ «الملوك» بسبب الاعتقاد بأنهم حقّقوا النبوءات المذكورة في سفر إشعيا والمزامير والتي تتعلق بسفر ملوك أمميين (غير يهود) إلى أورشليم. وقد ذكر إشعيا هدايا من الذهب واللبان. من المحتمل أن يكون متى قد اعتمد على الترجمة السبعينية للعهد القديم، والتي تذكر هدايا من الذهب واللبان، على غرار ما رواه إنحيل متى عن «الذهب واللبان والمرّ».
وفي حين قام أوريجانوس بتفسير الحدث تفسيرًا طبيعيًا، اعتبره القديس يوحنا ذهبي الفم معجزةً بحتة، حيث يقول:
| ” | أخبرني إذًا، هل أشار النجم إلى بقعة محصورة للغاية، مجرد مساحة مذود وسقيفة، إلا إذا كان قد ترك هذا الارتفاع ونزل، ووقف أعلى رأس الطفل الصغير؟ هكذا كان الإنجيلي يلمح عندما كتب «وَإِذَا النَّجْمُ الَّذِي رَأَوْهُ فِي الْمَشْرِقِ يَتَقَدَّمُهُمْ حَتَّى جَاءَ وَوَقَفَ فَوْقُ، حَيْثُ كَانَ الصَّبِيُّ». | “ |

### المجسم الفلكي
على الرغم من أن كلمة «مجوس» (باليونانية العامية المختلطة: μαγοι) تُترجم عادةً إلى «الرجال الحكماء»، إلا أنها تعني في هذا السياق على الأرجح «الفلكيون» أو «المنجمون». كان ارتباط المنجّمين بقصة ولادة يسوع مشكلةً للكنيسة الأولى، لأنها أدانت علم التنجيم باعتباره شيطانيًا. كان التفسير الذي أُخذَ به على نطاق واسع هو تفسير ترتليان، الذي رأى أن التنجيم مسموح به «فقط حتى وقت كتابة الأناجيل».

#### الاقتران الكوكبي
في عام 1614، توصّل الفلكي الألماني يوهانس كيبلر إلى أن سلسلة من ثلاثة اقترانات كوكبية قد حدثت بين المشتري وزحل عام 7 قبلَ الميلاد، تلا ذلك اقتران كوكبي آخر في 6 قبل الميلاد، مما أدّى إلى تشكّل مستعر إعجازي، كان هو نجم بيت لحم. غفلت عدة مؤلفات تاريخية عن إشارة كبلر إلى أن النجم كان مستعرًا، وأسندت إليه - بشكل خاطئ - القول أن الاقتران الكوكبي لوحده هو من ظهر على شكل نجم. أظهرت الحسابات الحديثة أنه كانت هناك فجوة بين الكواكب يساوي طولها ضعفي طول قطر القمر تقريبًا، لذلك لم تكن هذه الاقترانات الكوكبية مثيرة للإعجاب بصريًا. عُثرَ على تقويم بابلي قديم يغطّي أحداث تلك الفترة، لكنه لم يذكر أن الاقترانات الكوكبية كانت ذات أهمية خاصة. في القرن العشرين، أشارَ عالم الفلك البروفسور كارليس كوفمانيس، إلى أن هذا كان حدثًا فلكيًا حيث كان كوكبا المشتري وزحل في حالة اقتران ثلاثي في كوكبة الحوت. وقد اقترحَ عالم الآثار والآشوريات سيمو بربولا ذلك التفسير أيضًا.
وفقًا لنظرية أخرى، كان هناك كسوفان للقمر على كوكب المشتري في برج الحمل عام 6 قبل الميلاد. «كان المشتري هو «النجم» الذي يرمز للملوك - وكانت هناك قوة ضخمة عندما كان كوكب المشتري في اقتران وثيق مع القمر. وتزامن الكسوف الثاني في 17 أبريل على وجه التحديد عندما كان المشتري «في الشرق»، وهي عبارة مذكورة مرتين في رواية الكتاب المقدس بخصوص نجم بيت لحم».
في عامي 2-3 قبل الميلاد، كانت هناك سلسلة من سبع اقترانات كوكبية، ثلاثة منها بين المشتري ونجم المليك، واقتران لافت للنظر بين المشتري والزهرة بالقرب من نجم المليك في 17 يونيو، 2 قبل الميلاد. وصف الكاتب روجر سينوت الحدث قائلًا: «كان اندماج كوكبين حدثًا نادرًا ومثيرًا للإعجاب». حدث اقتران آخر بين الزهرة والمشتري في وقت سابق في شهر أغسطس من عام 3 قبل الميلاد. لكن هذه الأحداث وقعت بعد التاريخ المقبول عمومًا لوفاة هيرودس الأول وهو 4 قبل الميلاد. نظرًا لأن الاقتران قد شوهد في الغرب عند غروب الشمس، فلا يمكن أن يقود المجوس جنوبًا من أورشليم إلى بيت لحم.

#### المذنب
يُشير كتّاب آخرون إلى أن النجم كان مذنّبًا. كان مذنب هالي مرئيًا في عام 12 قبل الميلاد، وشوهد جسم آخر، ربما يكون مذنبًا أو مستعرًا، من قبل مراقبي النجوم الصينيين والكوريين في حوالي 5 قبل الميلاد. وقد لوحظَ هذا المجسم لأكثر من سبعين يومًا، بدون تسجيل أي حركة. وقد وصف الكتاب القدماء المذنبات بأنها «معلقة فوق» مدن معينة، تمامًا كما قيل إن نجم بيت لحم «تَوَقَّفَ فَوْقَ الْمَكَانِ الَّذِي كَانَ الصَّبِيُّ فِيهِ». ومع ذلك، يُعتقد عمومًا أن هذا التفسير غير محتمل لأنه في العصور القديمة كان يُنظر إلى المذنبات عمومًا على أنها نذير شؤم. روّجَ كولين نيكول مؤخرًا للتفسير ذاته. تفترض نظريته وجود مذنب يُحتمل أنه ظهرَ في عام 6 قبل الميلاد.

#### مستعر أعظم
وضعَ فرانك تيبلر فرضية حديثة عام 2005 هي أن نجم بيت لحم كان مستعرًا أعظمًا أو فوق أعظمًا في مجرة المرأة المسلسلة. على الرغم من صعوبة اكتشاف بقايا مستعر أعظم ما في أي مجرة، أو الحصول على تاريخ دقيق لوقت حدوثه، فقد اكتُشفت بقايا مستعر أعظم في تلك المجرة.
أشارت فرضية أخرى إلى أن المستعر الأعظم كان في 23 فبراير عام 4 قبل الميلاد، المعروف الآن باسم ثنائي هالس-تايلور. ويقال أنه ظهر في كوكبة العقاب. سُجّلَ ظهور هذا المستعر في الصين وكوريا وفلسطين.

##### النجم اللامع في كوكبة العقاب 4 قبل الميلاد
سُجّل في كتاب هان التاريخي في الصين ظهور جسم لامع، إما مذنب أو مستعر، في كوكبة العقاب في تاريخ يُعادل 24 أبريل عام 4 قبل الميلاد. كما سُجّل أيضًا ظهوره في كتاب تاريخ الممالك الثلاث في شبه الجزيرة الكورية، في تاريخ يُعادل إما 23 فبراير أو 24 أبريل من نفس العام. يشير أحد الباحثين أن الكتب التاريخية في تلك الفترة في الصين وكوريا لم تستطع التمييز بين المذنب والمستعر، وقد تُرجمت المصطلحات التي دلّت على نجم مشعّ إلى «مذنب بلا ذيل» أو «مستعر» في الغالب.

#### الشروق النجمي

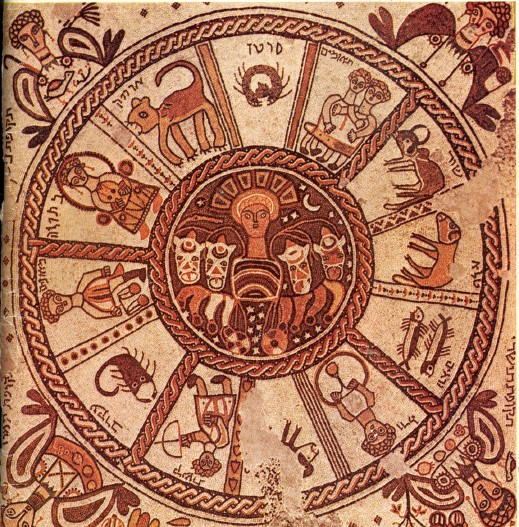
فسيفساء لدائرة البروج من القرن السادس، موجودة في كنيس يهودي في بيت ألفا، إسرائيل.

قال المجوس لهيرودس أنهم رؤوا النجم «في الشرق»، مما قد يشير إلى ظهور اعتيادي لكوكبة أو مجمة. تفسّر إحدى النظريات عبارة «في الشرق» الواردة في إنجيل متى 2: 2 على أنها متعلقة بـ "الشروق النجمي. اقتُرحت هذه الترجمة من قبل ألفريد إديرسهايم، وهينريك فويجت وآخرين. لكن رفضها عالم اللغويات فرانز بول (1867–1924). يُصرّ مترجمون معاصرون للنصوص الفلكية أن إنجيل متى لم يستخدم اصطلاحًا تقنيًا للدلالة على شروق نجمي. لكن يقول أحد المترجمين أن متى ربما استخدم مصطلحات عادية وبسيطة للإشارة إلى ذلك الشروق.

#### الاحتجاب المضاعف يوم السبت 17 أبريل، 6 قبل الميلاد
يجادل عالم الفلك مايكل آر مولنار بأن عبارة «النجم في الشرق» تشير إلى حدث له أهمية فلكية في سياق علم التنجيم اليوناني القديم. ويقترح وجود صلة بين نجم بيت لحم واحتجاب مضاعف للقمر على المشتري في 20 مارس و17 أبريل من عام 6 قبل الميلاد في برج الحمل، لا سيما الاحتجاب الثاني في 17 أبريل. إنّ احتجاب الكواكب بالقمر شائعٌ جدًا، لكن فيرميكوس ماتيرنوس، المُنجّم الخاص بالإمبراطور الروماني قسطنطين، كتب أن احتجاب المشتري في برج الحمل كان علامةً على ولادة ملك إلهي. يجادل مولنار بأن برج الحمل بدلاً من برج الحوت كان رمز البروج ليهودا، وهي حقيقة من شأنها أن تؤثر على التفسيرات السابقة للمواد الفلكية. نُوقشت نظرية مولنار من قبل العلماء واللاهوتيين والمؤرخين خلال ندوة حول نجم بيت لحم في جامعة خرونينغن الهولندية في أكتوبر 2014. يدعم أوين جينجيرش، عالم الفلك في جامعة هارفارد، تفسير مولنار، ولكنه طرح بعض الأسئلة التقنيّة. قال جينجيرش: «يروي الإنجيل قصةً فوجئ بها الملك هيرودس... لذلك لم يكن الأمر أن هناك نجمًا جديدًا لامعًا ظهرَ هناك فجأة ويمكن لأي شخص أن يراه [ولكن] شيئًا أكثر دقة». يقول عالم الفلك ديفيد أ. وينتراوب: «إذا قام المجوس في متى برحلة للبحث عن ملك حديث الولادة، فإن النجم الساطع لم يرشدهم، بل أخبرهم فقط بموعد الانطلاق».
يشير أحد التفسيرات إلى أن هذا الحدث الفلكي كان قريبًا جدًا من الشمس ولم يكن مرئيًا بالعين المجردة.

#### العلامات الفلكية الملكية المتعلقة بدورة النجم الأبيض والمشتري
تربط نظرية أخرى النجم بسلسلة من الأحداث السماوية الرمزية للغاية، ولكن غير المدهشة عمومًا، والتي تشمل كوكب المشتري.
ويشير علماء الفلك البابليّون عادةً إلى كوكب يسمّى MUL.BABBAR، والذي يعني «النجم الأبيض». يمكن أن تكون سلسلة من الأحداث الفلكية الرمزية السماوية التي تتعلق بالدورة السنوية للكوكب، مرتبطةً باليهودية والمسيح. قام د. هوتشيسون بتحليل شامل للأحداث الفلكية الملكية الرمزية التي كانت مرئيةً في بابل.
وفقًا للنظرية، لم يكن النجم ضوءًا موجهًا. لم يتّبع المجوس أي شيء بصري، في أي مكان وفي أي لحظة. أُعطيَ النجم للإعلام وليس للإرشاد. لم يكن المجوس حاضرين مع الرعاة وقت ولادة يسوع، وقد وصلوا إلى يهودا بعد حوالي عام ونصف من ظهور العلامات السماوية الأولى.
بعد سلسلة أولية من العلامات السماوية للنجم، سافر المجوس من الشرق ووصلوا نهارًا إلى بيت لحم في يهودا. بعد ذلك، أعاد المجوس تفسير ظهور النجم بشكل مفاجئ. «سبقَ» النجم المجوسَ من الشرق، بشكل مشابه للطريقة التي سبق فيها يسوع تلاميذه إلى الجليل بعد قيامته. لم يكن ذلك مرئيًا بشكل مستمر، بل كان بتسلسل زمني معيّن (متى 26:32، 28:7). لم يُشر النجم إلى منزل معين، لكن بعد بحث دقيق، اكتشف المجوس الطفل الذي كان يبلغ من العمر حوالي عام. تُشير النظرية إلى أن المجوس قد تأثروا باليهودية بعدة طرق وارتبط بحثهم بعلامات سماوية مسيحانية أعطاها النجم. وُصف هذا التفسير على أنه «دراسة جادة لما كان يمكن أن يكون منظور يهودي مسيحاني فيما يتعلق بالسماء منذ ألفي عام».

#### نجم المليك، المشتري، الزهرة
قام المحامي فريدريك لارسون بدراسة الرواية النصية في الإصحاح الثاني من إنجيل متى، وأوجد تسعَ صفاتٍ لنجم بيت لحم:
1. أشار إلى ولادة يسوع (متى 2: 2)
2. أشار إلى الملكيّة (متى 2: 2)
3. متعلّق بالشعب اليهودي (متى 2: 2)
4. ارتفعَ في الشرق (متى 2: 2)
5. لم يكن الملك هيرودس على علمٍ به (متى 2: 3)
6. ظهرَ في الوقت المحدد (متى 2: 7)
7. بقيَ في السماء طوال رحلة المجوس (متى 2: 2 - 2:7)
8. كان يتقدّم المجوس عندما ذهبوا من أورشليم إلى بيت لحم (متى 2: 9)
9. توقف فوق بيت لحم (متى 2: 9)

اعتقد لارسون مُستخدمًا برنامجًا تطبيقيًا للنظام الشمسي، واعتمادًا على مقال كتبه عالم الفلك كريغ شستر، استنادًا إلى عمل إرنست مارتن، أن كل تلك الخصائص التسعة للنجم موجودة في أحداث فلكية حدثت عامي 2-3 قبل الميلاد. إذ كانت هناك أضواء ساطعة، نتيجة اقتران ثلاثي حدث بين المشتري، الذي يُلقّب بكوكب الملوك، ونجم المليك المُلقّب بالنجم الملكي، في سبتمبر 3 قبل الميلاد. واعتقد لارسون أن حبل مريم العذراء بيسوع حدث في تلك الفترة.
بحلول شهر يونيو عام 2 قبل الميلاد، المدة المُفترضة بعد تسعة أشهر من بدء الحبل البشري،  استمر كوكب المشتري في التحرك في مداره الخاص حول الشمس واقترنَ مع كوكب الزهرة في يونيو عام 2 قبل الميلاد. في اللغة العبرية، يُطلق على المشتري لقب «صديق» وتعني «البار» وهو لقب يُطلق أيضًا على المسيح، ونظرًا لأن كوكب الزهرة يمثّل الحب والخصوبة، فقد اقترحَ شيستر أن المنجّمين رأوا اقتران المشتري والزهرة على أنه علامة على ولادة ملك جديد لإسرائيل، وأخذهم هيرودس على محمل الجد. اكتشف عالم الفلك ديف رينيك بشكل مستقل اقتران الكوكبين في يونيو عام 2 قبل الميلاد، وأشار إلى أنه كان سيبدو على أنه «منارة ضوئية ساطعة».
واصل كوكب المشتري حركته ثم توقّف فوق بيت لحم ليبدأ حركته في اتجاه معاكس لحركته الطبيعية، وذلك في 25 ديسمبر عام 2 قبل الميلاد.
نظرًا لأن مدارات الكواكب فيها «نقطة ثبات»، يتحرك الكوكب شرقًا حول نجم معين ولكن «بعد مروره بالنقطة المقابلة للشمس في السماء، يبدو أنه يتباطأ، فيتوقف بالكامل، ويتحرك للخلف (غربًا) لبضعة أسابيع. ثم يتباطأ مرة أخرى ويتوقف، بعدها يستأنف مساره باتجاه الشرق». إن تاريخ 25 ديسمبر الذي بدا فيه أن كوكب المشتري قد توقف ليبدأ حركته التراجعية، حدث في موسم حانوكا، وقد اختير لاحقًا ليكون تاريخ الاحتفال بعيد الميلاد.

## ربط النجم تاريخيًا بميلاد يسوع
إذا كانت قصة نجمة بيت لحم وصفت حدثًا حقيقيًا، فقد تحدد السنة التي وُلد فيها يسوع. يصف إنجيل متى ولادة يسوع على أنها حدثت عندما كان هيرودس ملكًا. وفقًا ليوسيفوس فلافيوس، مات هيرودس بعد كسوف للقمر وقبل عيد الفصح. حدّدَ يوسيفوس الكسوف على أنه كسوف 13 مارس، عام 4 قبل الميلاد. اقترح علماء آخرون التواريخ في عام 5 قبل الميلاد، لأنها تُفسح سبعة أشهر للأحداث التي وثقها يوسيفوس بين كسوف القمر وعيد الفصح بدلًا من 29 يومًا التي سمح بها كسوف القمر في عام 4 قبل الميلاد. يقترح آخرون أنه كان كسوفًا في عام 1 قبل الميلاد. تشير الرواية إلى أن يسوع وُلد في وقت ما بين أول ظهور للنجم وقدوم المجوس إلى بلاط هيرودس. يقال إن الملك أمر بإعدام الصبية الذين تبلغ أعمارهم عامين وما دون ذلك، مما يعني أن نجم بيت لحم ظهرَ خلال العامين السابقين لذلك. يؤرخ بعض العلماء ولادة يسوع في 6-4 قبل الميلاد، بينما يشير آخرون إلى أن ولادة يسوع كانت في 3/2 قبل الميلاد.
يقول إنجيل لوقا أن الإحصاء السكاني لأغسطس قيصر حدث عندما كان كيرينيوس حاكمًا لسوريا. يقترح تيبلر أن هذا حدث في عام 6 بعد الميلاد، بعد تسع سنوات من وفاة هيرودس، وأن عائلة يسوع غادرت بيت لحم بعد الولادة بوقت قصير. يشرح بعض العلماء التباين الظاهر على أنه خطأ من جانب كاتب إنجيل لوقا، مستنتجين أنه كان مهتمًا بخلق سرد رمزي أكثر من رواية تاريخية، وكان إما غير مُدرك أو غير مُبالٍ بصعوبة التسلسل الزمني.
ومع ذلك، هناك بعض الجدل بين مترجمي الكتاب المقدس حول القراءة الصحيحة للآية الثانية في الإصحاح الثاني من إنجيل لوقا. بدلاً من ترجمة التسجيل على أنه يحدث «عندما كان» كيرينيوس حاكمًا لسوريا، فإن بعض النسخ تترجمه كـ «قبل» أو تستخدم «قبل» كبديل، اقترح هارولد هوهنر، إف. إف. بروس، بن ويذرنجتون، وآخرون أن تكون الترجمة صحيحة. وقد أقر إميل شورير رغم عدم اتفاقه، أن مثل هذه الترجمة يمكن تبريرها نحويًا. وفقًا ليوسيفوس، فإن الإحصاء الضريبي الذي أجراه السناتور الروماني كيرينيوس أثار حفيظة اليهود بشكل خاص، وكان أحد أسباب قيام حركة زيلوت للمقاومة المسلحة لروما. من هذا المنظور، ربما كان لوقا يحاول التفريق بين الإحصاء السكاني في وقت ميلاد يسوع وبين التعداد الضريبي المذكور في سفر أعمال الرسل 37:5 الذي حدث تحت قيادة كيرينيوس في وقت لاحق. حدد أحد الكتّاب القدامى الإحصاء السكاني عند ولادة يسوع، ليس كتعداد ضريبي، بل كتعهد عام بالولاء للإمبراطور.
لاحظ جاك فينيغان أن حسابات بعض الكتّاب الأوائل للسنوات الملكية لأغسطس تعادل 3/2 ق.م، أو 2 ق.م أو بعد ذلك لميلاد يسوع، بمن فيهم إيرينيئوس (3/2 قبل الميلاد)، إكليمندس الإسكندري (3/2 قبل الميلاد)، ترتليان (3/2 قبل الميلاد)، يوليوس أفريكانوس (3/2 قبل الميلاد)، هيبوليتوس الرومي (3/2 قبل الميلاد)، هيبوليتوس طيبة (3/2 قبل الميلاد)، أوريجانوس.(3/2 قبل الميلاد)، يوسابيوس القيصري (3/2 قبل الميلاد)، إبيفانيوس السلاميسي (3/2 قبل الميلاد)، كاسيودوروس (3 قبل الميلاد)، بولس أوروسيوس (2 قبل الميلاد)، دنيسيوس الصغير (1 قبل الميلاد)، ومؤرخ من السنة 354 (1 بعد الميلاد). يضع فينيغان وفاة هيرودس في عام 1 قبل الميلاد، ويقول أنه إذا كان يسوع قد وُلد قبل عامين أو أقل من وفاة هيرودس العظيم، فإن ولادة يسوع ستكون في عام 3 أو 2 قبل الميلاد. يلاحظ فينيغان أيضًا أن مجموعة ألوجي قدّروا ولادة المسيح بما يعادل 4 قبل الميلاد أو 9 م.

## التفسيرات الدينية

### الأرثوذكسية الشرقية

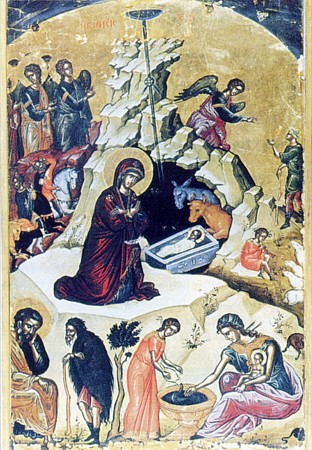
أيقونة الميلاد الروسية. صُوّرت نجمة بيت لحم في منتصف الجزء العلوي على شكل نصف دائرة مظلمة، مع شعاع واحد ينزل.

في الكنيسة الأرثوذكسية، يُفسّر نجم بيت لحم على أنه حدث معجزة ذات أهمية رمزية وتربوية، بغض النظر عما إذا كان يتزامن مع ظاهرة طبيعية؛ فهو علامة مرسلة من الله لقيادة المجوس إلى الطفل يسوع. هذا موضح في طروبارية الميلاد:
في الأيقونات المسيحية الأرثوذكسية، غالبًا ما تُصوَّر نجمة بيت لحم ليس على أنها ذهبية، بل هالة داكنة، على شكل نصف دائرة في الجزء العلوي من الأيقونة، تشير إلى نور النعمة الإلهية غير المخلوق، مع شعاع يشير إلى الآية «جَاءَ وَوَقَفَ فَوْقُ، حَيْثُ كَانَ الصَّبِيُّ» (متى 2: 9). في بعض الأحيان يتم رسم الصورة الباهتة لملاك داخل الهالة.
أسس سمعان الأثوني دير سيمونوبترا على جبل آثوس بعد أن رأى نجمًا حدده مع نجمة بيت لحم.

### الكاثوليكية
تؤكد الكنيسة الكاثوليكية على الأهمية الرمزية والعابرة للزمن لنجم بيت لحم، حيثُ يقول البابا فرنسيس أن الكتاب المقدس هو نجم بيت لحم اليوم. يقول البابا «في حياتنا، هناك عدة نجوم. والأمر متروك لنا لاختيار ما نتبعه. هناك العديد من الأضواء الساطعة في حياتنا مثل النجاح والمال، والتي تأتي وتذهب، والتي قد تكون جيدة، ولكنها ليست كافية، لأنها لا تمنح السلام الدائم». وأشار إلى أن المجوس تمكّنوا من اتّباع النجم لأن قلوبهم كانت منفتحة على الأفق، وكان بإمكانهم رؤية ما كانت تظهره لهم السماء، لأنهم كانوا مدفوعين بقلق داخلي، «لقد كانوا منفتحين على شيء جديد».

### كنيسة يسوع المسيح لقديسي الأيام الأخيرة
يعتقد أعضاء كنيسة يسوع المسيح لقديسي الأيام الأخيرة أن نجم بيت لحم كانت حدثًا فلكيًا حقيقيًا مرئيًا في جميع أنحاء العالم. في كتاب مورمون، الذي يعتقدون أنه يحتوي على كتابات الأنبياء القدامى، تنبأ صموئيل اللاماني بأن نجمًا جديدًا سيظهر كعلامة على ولادة يسوع، وكتب نافي لاحقًا عن تحقيق هذه النبوءة.

### شهود يهوه
يعتقد أعضاء شهود يهوه أن «النجم» كان رؤية أو علامة صنعها الشيطان، وليس علامة من الله. هذا لأنه قاد المنجمين الوثنيين أولًا إلى القدس حيث اكتشف الملك هيرود بعد ذلك عن ولادة «ملك اليهود»، ونتيجًة لذلك حاول قتل يسوع.

### السبتيون
تقول إيلين وايت في كتابها "رغبة العصور" (بالإنجليزية: The Desire of Ages): «كان هذا النجم مجموعة بعيدة من الملائكة اللامعة، لكن الحكماء كانوا جاهلين بذلك.»

## التصوير في الفن

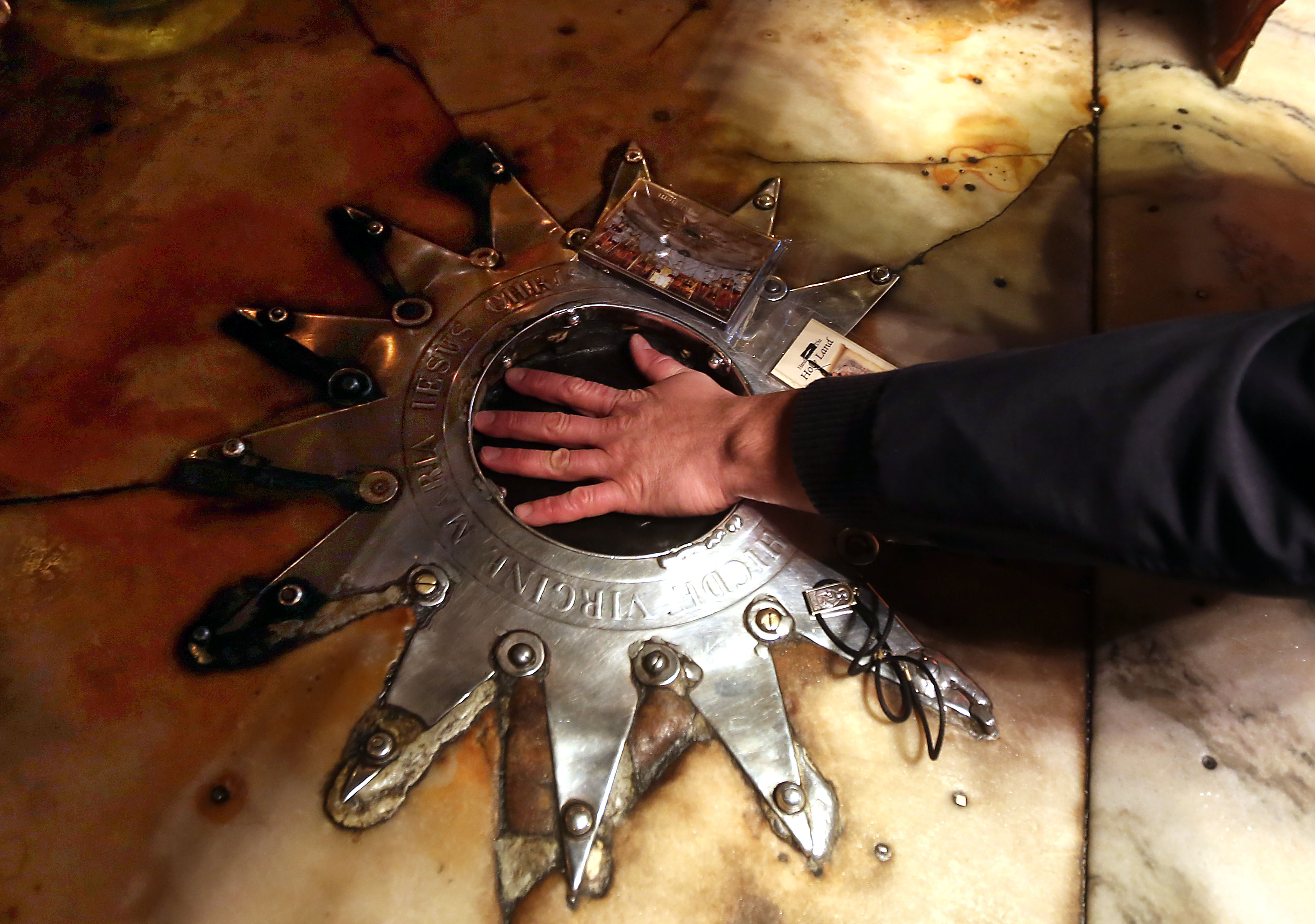
نجمة فضية تشير إلى مكان ميلاد يسوع، في كنيسة المهد.

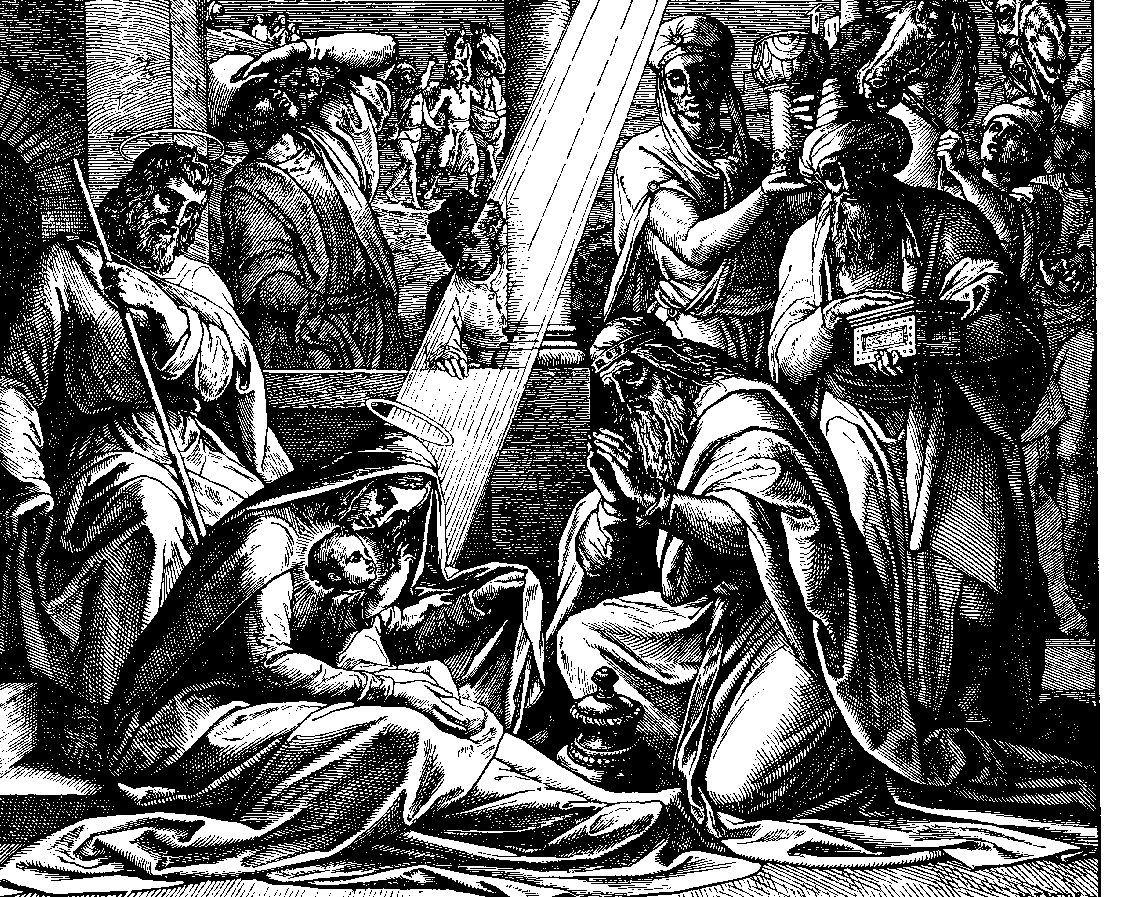
نقش خشبي بواسطة يوليوس شنور فون كارلسفيلد، 1860.

قد تتضمن اللوحات التي تصوّر سجود المجوس الثلاثة، تصويرًا للنجم بشكل ما. في لوحة جدارية لجوتو دي بوندوني، صُوّر النجم على أنه مذنب. في نسيج الموضوع الذي صممه إدوارد بورن جونز (واللوحة المائية ذات الصلة)، يظهر ملاكٌ ممسكٌ بالنجم.
فانوس النجم الملون المعروف باسم "paról" هو رمز عزيز ومنتشر لعيد الميلاد عند الفلبينيين، وتصميمه وضوؤه يذكران بالنجم. في شكله الأساسي، يحتوي على خمس نقاط و«ذيلان» يستحضران أشعة من الضوء تشير إلى الطريق للطفل يسوع، والشموع الموجودة داخل الفوانيس حلت محلها الإضاءة الكهربائية.
في كنيسة المهد في بيت لحم، توجد نجمة فضية بها 14 شعاعًا متموجًا تشير إلى المكان الذي يُعتقَد تقليديًا أنه مكان ولادة يسوع. في تضريب اللحف، يُعرف التصميم المشترك ذو النجمة الثمانية باسم نجمة بيت لحم.

## في الثقافة الشعبية

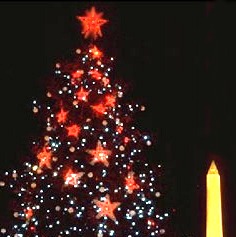
نجمة ثمانية تمثّل نجم بيت لحم، في قمّة شجرة عيد الميلاد (الولايات المتحدة، 1981)

اكتسبَ نجم بيت لحم أهميةً خاصة في الثقافة المسيحية، ويُعتبر أحد أهم عناصر شجرة عيد الميلاد وأحد مظاهر الاحتفال بعيد الميلاد. لطالما كان الإنسان يستلهم بالنجوم عبر التاريخ، وقد مثّلت النجوم عادةً الإله والملك والروح والإرشاد والحكمة والحقيقة والأمل. على غرار النجمة السداسية التي أصبحت رمزًا للأمة اليهودية لأنها مثّلت نجمة داود، فقد اكتسبت النجمة الثمانية طابعًا مسيحيًا وأصبحت تُشير لميلاد يسوع في بيت لحم، على الرغم من أنها كانت تشير قديمًا لكوكب الزهرة وإلهة الحب الرومانية فينوس. كان من الطبيعي أن يشترك نجم بيت لحم وكوكب الزهرة في الرمزيّة الإلهيّة ذاتها، فكوكب الزهرة هو الجسم السماوي الوحيد المرئي جنبًا إلى جنب مع القمر، ويُرى بسهولة قبل شروق الشمس أو بعد غروبها بفترة قصيرة، لذا يكون الجسم الأكثر سطوعًا في السماء المظلمة فيُشار إليه بكل من تسميتيّ «نجمة الصباح» و«نجمة المساء».

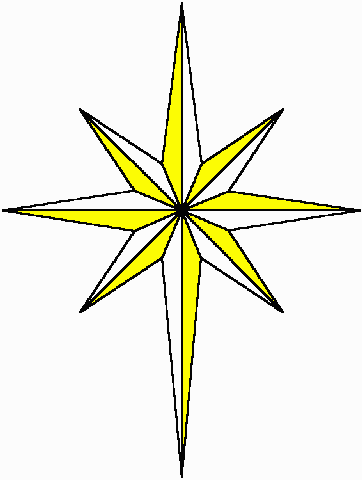
نموذج لنجمة الميلاد الثمانية

أصبحت النجمة الثمانية أو الخماسية الزينة المشهورة في عيد الميلاد منذ أربعينيات القرن التاسع عشر حيث يضُعها المُحتفلون بالعيد في قمّة شجرة الميلاد رمزًا لنجمة بيت لحم، وكانت في البداية تُصنع يدويًا من القش أو الورق. في أشجار الميلاد التي تُزيّن عند مداخل الكنائس، كان بدايةً يُعبّر عن النجم - الذي هو رمز مضيء أُعطي للمجوس - بشمعة توضع في القمة، لكنها أُزيلت واستُبدلت بالنجمة الثمانية تفاديًا للحرائق. كان أحد التقاليد الدينية يتطلّب أن يقوم أصغر الأطفال في العائلة بتعليق النجمة أعلى الشجرة، لأن الاحتفال مُرتبط بالولادة.
ذُكر نجم بيت لحم في عدد من الترنيمات المسيحية مثل ترنيمة «نحن الملوك الثلاثة» المشهورة بالإنجليزية، وترنيمات عديدة بالعربية منها «ضوّي بليالي سعيدة»، و«النجم في السما»، و«ميلادك أيها المسيح إلهنا»، و«نجم المشرق»، وترنيمة «نحن أشراف المجوس» التي تقول:

## معرض الصور

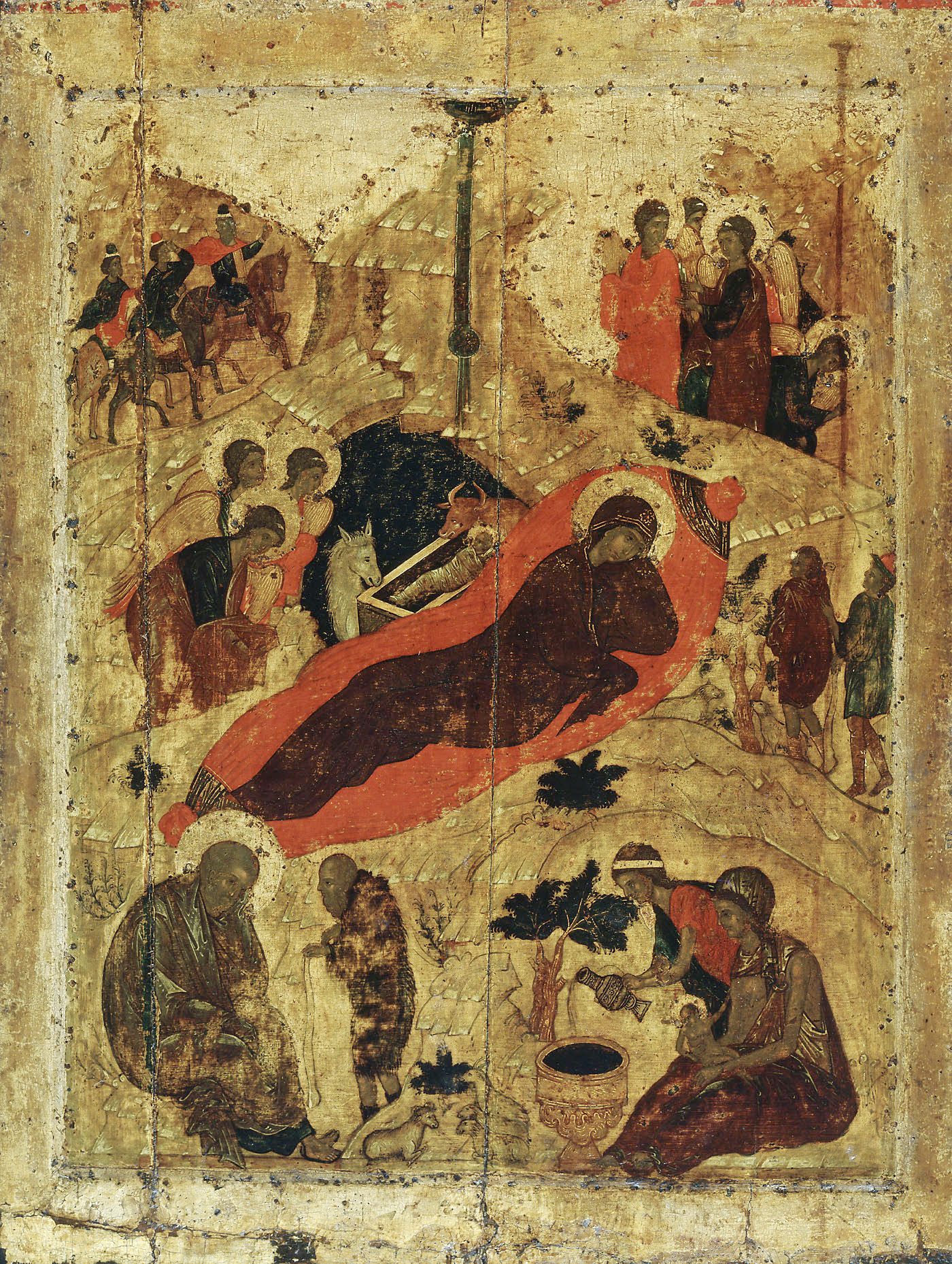
أيقونة الميلاد للرسام الروسي أندريه روبليوف مرسومة وفقاً للتقليد الأرثوذكسي الشرقي.
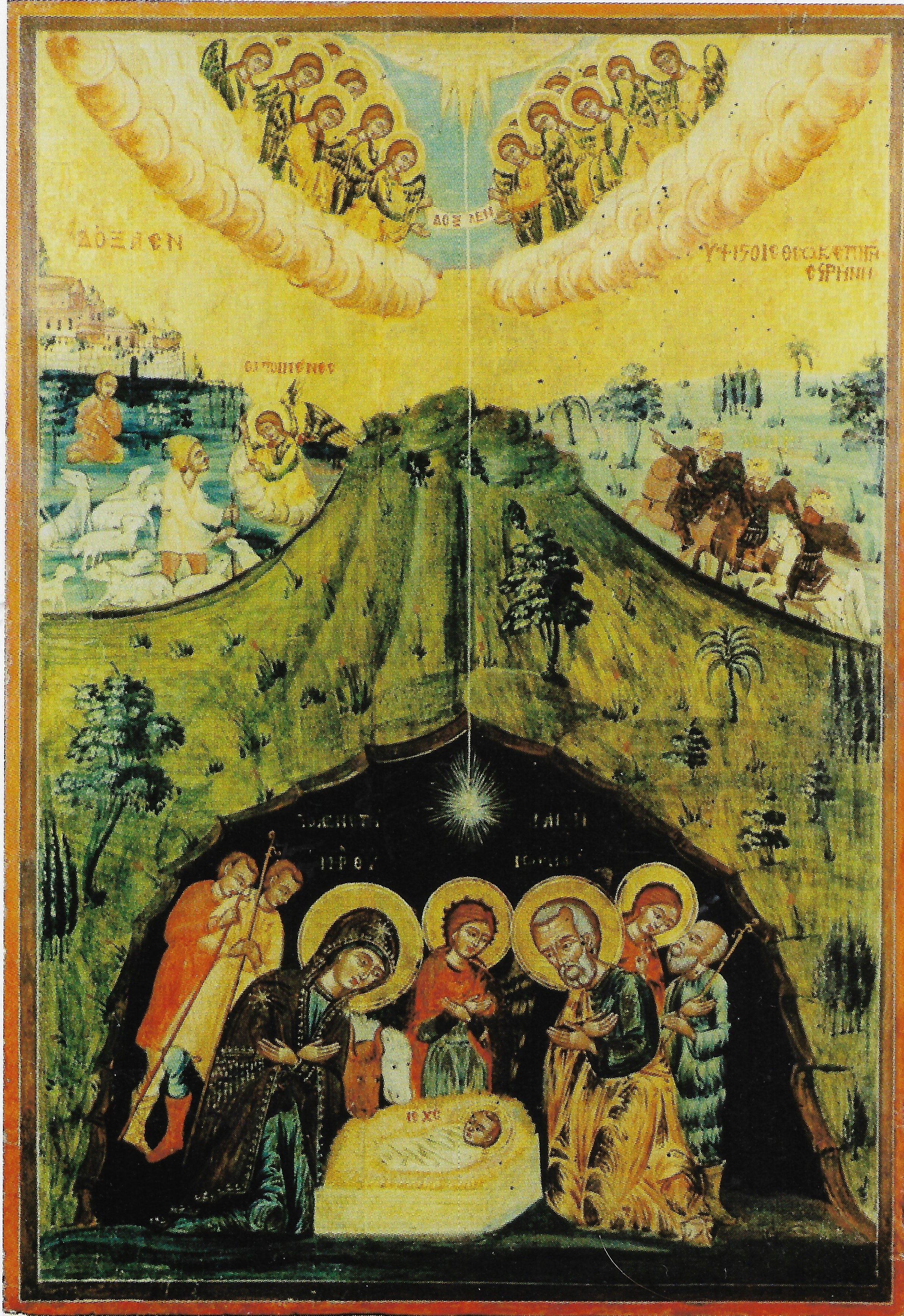
أيقونة ميلاد لدى بطريركية بيروت للروم الكاثوليك
منمنمة أرمنية تصور الميلاد ويظهر فيها نجم بيت لحم

### فهرس المراجع
1. ↑  "A Christmas Star for SOHO". نسخة محفوظة 29 أكتوبر 2009 على موقع واي باك مشين.
2. 1 2  Freed 2001، صفحة 93.
3. ↑  Peacocke 2013، صفحة 534.
4. ↑  "Jesus was born in June"، The Daily Telegraph، London، 9 ديسمبر 2008، مؤرشف من الأصل في 2019-12-08، اطلع عليه بتاريخ 2011-12-14
5. ↑  
  - Maier 1998، صفحة 171
  - Vermes 2006، صفحة 22
  - Sanders 1996، صفحة 85
  - Adair 2013، صفحة 26-29
6. 1 2  John، Mosley. "Common Errors in 'Star of Bethlehem' Planetarium Shows". مؤرشف من الأصل في 2012-04-05. اطلع عليه بتاريخ 2008-06-05.
7. ↑  Ratti، John، First Sunday after the Epiphany، مؤرشف من الأصل في 2011-10-12، اطلع عليه بتاريخ 2008-06-05
8. 1 2  Brown 1988، صفحة 11.
9. ↑  Long 1997، صفحة 18.
10. 1 2  Adamantius، Origen. "Contra Celsum". مؤرشف من الأصل في 2019-09-15.. Book I, Chapter LX.
11. ↑  Kennedy 2008، صفحة 132.
12. ↑  
  - Concordances on the meaning of the word "netzer" on Bible Hub. Retrieved December 29, 2015. نسخة محفوظة 13 أبريل 2019 على موقع واي باك مشين.
  - Commentaries for Matthew 2:23 on Bible Hub. Retrieved on December 29, 2005. نسخة محفوظة 7 يناير 2019 على موقع واي باك مشين.
  - باركلي 1979، صفحة 37
  - Isaiah chapter 11, verse 1 on Bible Hub with commentaries. Retrieved on December 29, 2015. نسخة محفوظة 27 يوليو 2020 على موقع واي باك مشين.
13. ↑  
  - Brown 1993، صفحة 188
  - Bockmuehl 2004، صفحة 28
  - Vermes 2006، صفحة 22
  - Sanders 1996، صفحة 85
  - Believable Christianity: A lecture in the annual October series on Radical Christian Faith at Carrs Lane URC Church, Birmingham, October 5, 2006. نسخة محفوظة 2017-04-18 على موقع واي باك مشين.
14. ↑  
  - Vardaman 1998، صفحة 125–6
  - Funk 1999، صفحة 499, 521, 533
  - Maier 1998، صفحة 171
15. ↑  Ehrman 1999، صفحة 38.
16. ↑  Nolland, p. 110.
بلينيوس الأكبر، التاريخ الطبيعي، II vi 28. نسخة محفوظة 26 مارس 2008 على موقع واي باك مشين.
17. 1 2 3  Jenkins، R.M. (يونيو 2004). "The Star of Bethlehem and the Comet of AD 66" (PDF). Journal of the British Astronomy Association. ع. 114. ص. 336–43. مؤرشف من الأصل (PDF) في 2018-10-05. اطلع عليه بتاريخ 2016-12-23.
18. ↑  Vermes، Geza (ديسمبر 2006)، "The First Christmas"، History Today، ج. 56، ص. 23–29، مؤرشف من الأصل في 2007-12-14، اطلع عليه بتاريخ 2009-07-04.
19. ↑  Josephus، Flavius، The Wars of the Jews، مؤرشف من الأصل في 2020-01-20، اطلع عليه بتاريخ 2008-06-07 ترجمة: وليام ويستون.
 Lendering، Jona، Messianic claimants، مؤرشف من الأصل في 2016-06-02، اطلع عليه بتاريخ 2008-06-05.
20. ↑  Adamantius، Origen. "Contra Celsum". مؤرشف من الأصل في 2023-02-22. اطلع عليه بتاريخ 2008-06-05., Book I, Chapter LIX.
21. ↑  
France 1987، صفحة 84
انظر إشعيا 60: 1-7 والمزامير 72: 10
22. ↑  Isaiah 60:6 (Septuagint). نسخة محفوظة 29 سبتمبر 2018 على موقع واي باك مشين.
23. ↑  Schaff 2007، صفحة 38.
24. ↑  Tester 1987، صفحة 111–112.
25. 1 2 3 4 5  Mark، Kidger. "Chinese and Babylonian Observations". مؤرشف من الأصل في 2019-06-22. اطلع عليه بتاريخ 2008-06-05.
26. ↑  Minnesota Astronomy Review Volume 18 – Fall 2003/2004 "The Star of Bethlehem by Karlis Kaufmanis" (PDF). مؤرشف من الأصل في 2020-02-26.
27. ↑  Audio Version of Star of Bethlehem by Karlis Kaufmanis "The Star of Bethlehem by Karlis Kaufmanis". مؤرشف من الأصل في 2018-08-01.
28. ↑  Lang 2003، صفحة 169.
29. ↑  Baggett 2008، صفحة 230.
30. ↑  Sinnott 1968، صفحة 384–386.
31. ↑  Greg Garrison (7 مارس 2019). "Is this what the Star of Bethlehem looked like? Venus, Jupiter put on a show". Alabama Media Group. مؤرشف من الأصل في 2018-06-19. اطلع عليه بتاريخ 2020-02-03.
32. ↑  Kidger 2005، صفحة 63.
33. ↑  Colin Humphreys, 'The Star of Bethlehem', in Science and Christian Belief 5 (1995), 83–101. 10-93Humphreys.html نسخة محفوظة 2020-07-29 على موقع واي باك مشين.
34. ↑  Kidger 2005، صفحة 61.
35. ↑  
  - Nicholl 2015
  - Interview Greg Cootsona. "What Kind of Astronomical Marvel was the Star of... - Christianity Today". ChristianityToday.com. مؤرشف من الأصل في 2020-08-20.
  - Guillermo Gonzalez. "The Great Christ Comet: Revealing the True Star of Bethlehem". TGC - The Gospel Coalition. مؤرشف من الأصل في 2017-09-07.
36. ↑  Frank J. Tipler (2005). "The Star of Bethlehem: A Type Ia/Ic Supernova in the Andromeda Galaxy??" (PDF). The Observatory  [لغات أخرى]‏. ج. 125: 168–74. Bibcode:2005Obs...125..168T. مؤرشف من الأصل (PDF) في 2009-09-30.{{استشهاد بدورية محكمة}}:  صيانة الاستشهاد: علامات ترقيم زائدة (link)
37. ↑  Eugene A. Magnier؛ Francis A. Primini؛ Saskia Prins؛ Jan van Paradijs؛ Walter H. G. Lewin (1997). "ROSAT HRI Observations of M31 Supernova Remnants" (PDF). The Astrophysical Journal. ج. 490 ع. 2: 649–652. Bibcode:1997ApJ...490..649M. DOI:10.1086/304917. مؤرشف من الأصل (PDF) في 2019-02-16.
38. ↑  1978JRASC..72...65M Page 66 نسخة محفوظة 2019-10-11 على موقع واي باك مشين.
39. ↑  "2005JRASC..99...87M Page 88". مؤرشف من الأصل في 2020-09-06. اطلع عليه بتاريخ 2020-09-06.
40. ↑  Edersheim 1883، صفحة 472-478.
41. ↑  Adair 2013.
42. ↑  Roberts 2007، صفحة 120–121.
43. 1 2  Weintraub, David A., "Amazingly, astronomy can explain the biblical Star of Bethlehem", Washington Post, December 26, 2014 نسخة محفوظة 2019-10-06 على موقع واي باك مشين.
44. 1 2  Molnar 1999، صفحة 86, 89, 106–107.
45. ↑  "The Star of Bethlehem by Karlis Kaufmanis" (PDF). مؤرشف من الأصل في 2020-02-26.
46. ↑  Stenger، Richard (27 ديسمبر 2001)، "Was Christmas star a double eclipse of Jupiter??"، CNN، مؤرشف من الأصل في 2018-10-05، اطلع عليه بتاريخ 2009-07-04.
47. 1 2  Govier, Gordon. "O Subtle Star of Bethlehem", Christianity Today, Vol. 58, No. 10, Pg 19, December 22, 2014 نسخة محفوظة 2018-02-25 على موقع واي باك مشين.
48. ↑  Kidger، Mark (5 ديسمبر 2001)، "The Star of Bethlehem"، Cambridge Conference Correspondence، مؤرشف من الأصل في 2016-04-03، اطلع عليه بتاريخ 2007-07-04.
49. 1 2 3  Barthel 2015، صفحة 4.
50. ↑  Hutchison 2019، صفحة 162-175.
51. ↑  Sachs 1988، صفحة Vol. III: 12, 26, 30, 34, 40, 42.
52. ↑  Evans 1998، صفحة 321.
53. ↑  Swerdlow 1998، صفحة 24.
54. ↑  Elchert, Ken, “Prophecy, Jupiter, and the Dead Sea Scrolls,” Griffith (Observatory) Observer, Vol. 82, N° 6, June 2018, pp. 10-11.
55. ↑  Hutchison 2019، صفحة 167-172.
56. ↑  Hutchison 2019، صفحة 164-165.
57. ↑  Hutchison 2019، صفحة 172-173.
58. ↑  Barthel 2015، صفحة 4-115.
59. ↑  
  - Lawton, Kim. "Christmas star debate gets its due on Epiphany". USA Today. January 5, 2008. نسخة محفوظة 30 سبتمبر 2018 على موقع واي باك مشين.
  - Ireland, Michael. "Evidence emerges for Star of Bethlehem’s reality". Assist News Service. Christian Headlines. October 18, 2007. نسخة محفوظة 17 أبريل 2020 على موقع واي باك مشين.
60. 1 2  
Herzog, Travis. "Did the Star of Bethlehem exist?" abc13 Eyewitness News. December 20, 2007. نسخة محفوظة 12 مارس 2018 على موقع واي باك مشين.
61. 1 2 3  Chester, Craig. "The Star of Bethlehem". Imprimis. December 1993, 22(12). Originally presented at Hillsdale College during fall 1992. نسخة محفوظة 2020-09-01 على موقع واي باك مشين.
62. ↑  Vaughn, Cliff. "The Star of Bethlehem". Ethics Daily. November 26, 2009. نسخة محفوظة 19 يونيو 2018 على موقع واي باك مشين.
63. 1 2 3 4  
Scripps Howard News Service. "Astronomer Analyzes The Star Of Bethlehem". The Chicago Tribune. December 24, 1993.
نسخة محفوظة 2018-06-19 على موقع واي باك مشين.
64. ↑  Martin 1991.
65. 1 2  Lawton, Kim. "Star of Bethlehem". Interview with Rick Larson. PBS, Religion & Ethics Newsweekly. December 21, 2007. نسخة محفوظة 31 مارس 2019 على موقع واي باك مشين.
66. ↑  Rao, Joe. "Was the Star of Bethlehem a star, comet … or miracle?" NBC News. Updated December 12, 2011. Includes a brief interactive at the bottom, “What’s the story behind the Star?” showing retrograde motion and the 3-2 BC planetary conjunctions. "نسخة مؤرشفة". مؤرشف من الأصل في 2018-10-02. اطلع عليه بتاريخ 2020-09-06.{{استشهاد ويب}}:  صيانة الاستشهاد: BOT: original URL status unknown (link)
67. ↑  
Larson, Frederick. "A coronation" Description of Jupiter as king planet
نسخة محفوظة 21 أبريل 2020 على موقع واي باك مشين.
68. 1 2 3 4  Foust, Michael. Baptist Press. December 14, 2007. نسخة محفوظة 19 يونيو 2018 على موقع واي باك مشين.
69. ↑  The Free Dictionary by Farlex; Medical Dictionary. نسخة محفوظة 2018-11-25 على موقع واي باك مشين.
70. ↑  
Larson, Frederick. "Westward leading" Description of when Jupiter and Venus aligned.
نسخة محفوظة 2020-04-15 على موقع واي باك مشين.
71. ↑  Telegraph. "Jesus was born in June, astronomers claim". The Telegraph. December 9, 2008. نسخة محفوظة 2020-08-31 على موقع واي باك مشين.
72. ↑  "History of Christmas". History. نسخة محفوظة 2020-08-23 على موقع واي باك مشين.
73. ↑  Josephus, Antiquities XVII:7:4.
74. ↑  Josephus, Flavius. ~AD 93. Antiquities of the Jews. Book 17, chapter 9, paragraph 3 (17.9.3) Bible Study Tools website. First sentence of paragraph 3 reads: "Now, upon the approach of that feast..." Retrieved on March 16, 2016. نسخة محفوظة 2018-12-11 على موقع واي باك مشين.
75. ↑  Josephus, Flavius. ~93 AD. The War of the Jews. Book 2, chapter 1, paragraph 3 (2.1.3) Bible Study Tools website. About one-third through paragraph three it reads: "And indeed, at the feast...". Retrieved on March 16, 2016. نسخة محفوظة 2020-04-17 على موقع واي باك مشين.
76. ↑  
  - Barnes 1968، صفحة 204-209
  - Bernegger 1983، صفحة 526–531
  - Finegan 1998، صفحة 300
77. ↑  
  - Steinmann 2011، صفحة 219-256
  - Filmer 1966، صفحة 283-298
  - Finegan 1998، صفحة 238-279
78. ↑  Encyclopædia Britannica 2010.
79. ↑  Steinmann 2011، صفحة 219-256.
80. ↑  Filmer 1966، صفحة 283-298.
81. ↑  Luke 2:2 Luke chapter 2 verse in parallel translations on Bible Hub. Retrieved on March 3, 2016. نسخة محفوظة 2020-09-02 على موقع واي باك مشين.
82. ↑  Tipler 2005، صفحة 168–74.
83. ↑  
  - Novak 2001، صفحة 293
  - Brown 2008، صفحة 114
  - Dunn 2003، صفحة 344
  - Gruen 1996، صفحة 157
  - Vermes 2006، صفحة 96
  - Horbury 1984
  - Harvey 2004، صفحة 221
  - Brown 1993، صفحة 554
  - Millar 1990، صفحة 355–81
  - Millar 2006، صفحة 139–163
84. ↑  Borg 1993، صفحة 24.
85. ↑  Bickerman 1976، صفحة 104.
86. ↑  Luke 2:2 commentaries on Bible Hub. Retrieved on March 3, 2016. نسخة محفوظة 2018-12-12 على موقع واي باك مشين.
87. ↑  Wright 2011.
88. ↑  Luke 2:2 in the Orthodox Jewish Bible (NAV)on BibleGateway. Retrieved on March 3, 2016. نسخة محفوظة 2017-05-11 على موقع واي باك مشين.
89. ↑  
  - Luke 2:2 in the New International Version NIV) Bible on BibleGateway. Retrieved on March 3, 2016. نسخة محفوظة 2020-08-24 على موقع واي باك مشين.
  - Luke 2:2 in the English Standard Version (ESV) Bible on BibleGateway. Retrieved on March 3, 2016. نسخة محفوظة 2020-07-18 على موقع واي باك مشين.
  - Luke 2:2 in Holman Christian Standard Bible (HSCB) on BibleGateway. Retrieved on March 3, 2016. نسخة محفوظة 2019-12-22 على موقع واي باك مشين.
90. ↑  Wayne Brindle (1984)، "The Census And Quirinius: Luke 2:2.، Journal of the Evangelical Theological Society، مؤرشف من الأصل في 2020-09-08
91. ↑  Schürer 1973، صفحة 421.
92. ↑  Josephus, Flavius. ~93 AD. Antiquities of the Jews. Book 18, chapter 1, paragraph 1 (hereafter noted as 18.1.1) Entire book free to read online. Bible Study Tools website. Scroll down from 18.1.1 to find Jewish revolt also mentioned in 18.1.6. Retrieved on March 3, 2016. نسخة محفوظة 2016-12-21 على موقع واي باك مشين.
93. ↑  Acts of the Apostles, chapter 5, verse 2 with commentaries. Bible Hub. Retrieved on March 16, 2016. نسخة محفوظة 2019-07-17 على موقع واي باك مشين.
94. ↑  Vincent, Marvin R. Vincent's Word Studies. Luke chapter 2, verse 2. Bible Hub. Retrieved on March 16, 2016. نسخة محفوظة 2018-12-12 على موقع واي باك مشين.
95. ↑  Hutchison 2015، صفحة 7.
96. ↑  Finegan 1998، صفحة 279-292.
97. ↑  Finegan 1998، صفحة 301.
98. ↑  Finegan 1998، صفحة 289-290.
99. ↑  "Hymns of the Feast". Feast of the Nativity of our Lord and Savior Jesus Christ. Greek Orthodox Archdiocese of America. 2009. مؤرشف من الأصل في 2018-11-28.
100. ↑  عيد الميلاد - أبرشيّة طرابلس والكورة وتوابعهما للروم الأرثوذكس نسخة محفوظة 2016-04-13 على موقع واي باك مشين.
101. ↑  Venerable Simon the Myrrh-gusher of Mt Athos at oca.org, accessed 31 October 2017. نسخة محفوظة 28 يونيو 2018 على موقع واي باك مشين.
102. ↑  "The Bible is the star of Bethlehem for today, Pope says". Catholic News Agency (بالإنجليزية). Archived from the original on 2015-09-30. Retrieved 2020-09-06.
103. ↑  "Pope Francis on Epiphany: Follow the 'Bright Star of Jesus'". www.ncregister.com. مؤرشف من الأصل في 2019-09-13. اطلع عليه بتاريخ 2020-09-06.
104. ↑  Smith، Paul Thomas (ديسمبر 1997)، "Birth of the Messiah"، Ensign، مؤرشف من الأصل في 2020-09-04
105. ↑  Jesus—The Way, the Truth, the Life, ch. 7: Astrologers Visit Jesus نسخة محفوظة 8 ديسمبر 2017 على موقع واي باك مشين.
106. ↑  The Desire of Ages, pp. 60. نسخة محفوظة 2020-09-04 على موقع واي باك مشين.
107. ↑  "Explore the Nativity Art Trail" (بالإنجليزية البريطانية). 14 Dec 2009. Archived from the original on 2018-10-03. Retrieved 2020-09-04.
108. ↑  Analista, Norman. "Filipino lantern decorating contest Dec. 4". Pacific Daily News (بالإنجليزية الأمريكية). Archived from the original on 2023-02-22. Retrieved 2020-09-04.
109. ↑  "كنيسة المهد على قائمة التراث العالمي". وكالة الأناضول. وكالة الأناضول. 30 يونيو 2012. مؤرشف من الأصل في 2020-09-04. اطلع عليه بتاريخ 2020-09-04.
110. ↑  Krentz 2001، صفحة 8.
111. 1 2  Mandryk 2005، صفحة 67.
112. ↑  غوازيو، ماري لو. "لماذا نضع نجمة في أعلى شجرة الميلاد؟". مؤرشف من الأصل في 2020-03-07. اطلع عليه بتاريخ 2020-09-06.
113. ↑  "The Evening Independent - بحث أرشيف أخبار Google". news.google.com. مؤرشف من الأصل في 2017-05-17. اطلع عليه بتاريخ 2020-09-06.
114. ↑  "كلمات ترنيمة نجمه العيد | ضوى بليالي سعيدة | St-Takla.org". st-takla.org. مؤرشف من الأصل في 2017-07-02. اطلع عليه بتاريخ 2020-09-06.
115. ↑  "كلمات ترنيمة النجم في السما | St-Takla.org". st-takla.org. مؤرشف من الأصل في 2020-09-06. اطلع عليه بتاريخ 2020-09-06.
116. ↑  "كلمات ترنيمة ميلادك أيها المسيح إلهنا | St-Takla.org". st-takla.org. مؤرشف من الأصل في 2017-08-23. اطلع عليه بتاريخ 2020-09-06.
117. ↑  "كلمات ترنيمة نجم المشرق | St-Takla.org". st-takla.org. مؤرشف من الأصل في 2017-07-02. اطلع عليه بتاريخ 2020-09-06.
118. ↑  "كلمات ترنيمة نحن أشراف المجوس | St-Takla.org". st-takla.org. مؤرشف من الأصل في 2017-09-05. اطلع عليه بتاريخ 2020-09-06.